# Dorka Gryllus
Dorka Gryllus (ur. 26 grudnia 1972 w Budapeszcie) – węgierska aktorka, reżyserka i wokalistka.

## Życiorys
Córka muzyka Dániela Gryllusa. W roku 1998 ukończyła studia na wydziale reżyserii w Akademii Teatralno-Filmowej w Budapeszcie. Po studiach związała się z grupą teatralną Kaposvár, gdzie zadebiutowała w repertuarze klasycznym (Carlo Goldoni, Molier).
Na dużym ekranie zadebiutowała w 1994 niewielką rolą w filmie Csajok (reż. Ildikó Szabó). Na swoim koncie ma ponad 30 ról filmowych.
W latach 1990–1994 śpiewała w zespole Zámbó Happy Dead Band, od 2003 występowała z międzynarodowym zespołem ragamuffin z Berlina Rotfront.

## Filmografia
- 1995: Csajok jako Judith
- 1995: Angst
- 1995: U.F.O.
- 1995: Érzékek iskolája jako Lili Csokonai
- 1996: Légyfogó
- 1996: Honfoglalás jako Hajnal
- 1997: Romana kris – Cigánytörvény jako Juli Rostas
- 1998: Európa expressz jako Diaklany
- 1999: Kalózok jako Bori
- 1999: Gloomy Sunday jako Mendel
- 2000: El nino
- 2002: Tiszta lap
- 2004: Mix jako Bea
- 2004: Nyócker jako głos Mari
- 2004: Dallas Pashamende jako Oana
- 2005: Az igazi Mikulás jako Pincerno
- 2006: Irina Palm jako Luisa
- 2006: Day of Wrath jako Graciela Cabral
- 2007: Zuhanórepülés jako Melinda
- 2008: Nyugalom jako Eszter
- 2008: Świat jest wielki, a zbawienie czai się za rogiem jako Maria
- 2009: Der Knochenmann jako Valeria
- 2009: Soul kitchen jako Anna Monstein
- 2009-2015: Miejsce zbrodni jako Sarah Holler
- 2010: Entzauberungen jako Maria
- 2011: Kobra – oddział specjalny jako Nazan Wegener
- 2013: Schwindelfrei jako Caja
- 2013: Nasze matki, nasi ojcowie jako matka Wiktora Goldsteina
- 2020: Apatigris jako Kurucz Dorka